# Puente Mactán-Mandaue
El Puente Mactán-Mandaue o popularmente llamado el primer puente de Mactan-Mandaue es el primero de los dos puentes que atraviesa a través del canal de Mactan y permite la conexión de las islas de Cebú y Mactán en Filipinas.
Se construyó como un puente con una armadura de 846 metros de largo y 9 metros de altura durante el gobierno del difunto presidente Ferdinand Marcos. La construcción comenzó en 1970, un año después de la declaración de Mandaue como una ciudad. Fue inaugurado el 4 de julio de 1971. Fue terminado en 1972 a un costo de 65 millones de pesos. El puente fue diseñado y creado en su totalidad por ingenieros filipinos.